# 관세자주권
관세자주권(關稅自主權)이란, 국가가 자국의 세제를 제정함에 있어서 조약·협정 등에 의해서 타국의 속박을 받지 않고 자주적으로 결정할 수 있는 권리로 국가 주권의 중요한 일부이다.